# Квартет имени Танеева
Квартет имени Танеева — академический струнный квартет, созданный в Ленинграде в 1946 году скрипачом Владимиром Овчареком, тогда — студентом второго курса Ленинградской консерватории. Поначалу ансамбль носил название Квартет Ленинградской консерватории, позднее — Квартет Ленинградской филармонии. В 1963 года квартет получил имя Сергея Танеева.
В первоначальном составе квартета вместе с В. Ю. Овчареком играли Григорий Луцкий (вторая скрипка), Виссарион Соловьёв (альт) и Владимир Познахирко (виолончель), которого вскоре сменил Бениамин Морозов. С 1967 г., в связи с переходом Б. Ф. Морозова в ЗКР, партию виолончели стал исполнять Иосиф Левинзон. В середине 1980-х годов на смену Григорию Луцкому и Виссариону Соловьёву пришли скрипач Александр Станг и альтист Владимир Стопичев.
С 1948 года бессменным партнёром Квартета стала жена Бениамина Морозова пианистка Тамара Фидлер. Участники Квартета имени Танеева сотрудничали и с другими приглашёнными музыкантами, исполняя ансамбли для различных составов.
Квартет имени Танеева традиционно уделял особое внимание исполнению русской и советской музыки. Основу его репертуара составляли произведения самого Танеева, Мясковского, Шостаковича, Слонимского, Тищенко, Агафонникова; Пятнадцатый квартет Шостаковича был впервые исполнен именно танеевцами. Квартет имени Танеева сыграл более 6000 концертов, записал на радио и граммофонные пластинки (фирма «Мелодия») более 150 квартетов и других камерных сочинений.
Скрипач Владимир Овчарек, инициировавший создание квартета и возглавлявший его 60 лет, ушел из жизни в 2007 году. После этого участники квартета Владимир Стопичев и Иосиф Левинзон несколько лет выступали с молодыми музыкантами, лауреатами Международных конкурсов, скрипачами Ильёй Козловым — учеником Владимира Овчарека и Дмитрием Корявко — учеником Иосифа Левинзона по классу квартета.
В 2017 году по инициативе старейшего музыканта квартета, виолончелиста Иосифа Левинзона, состав квартета полностью обновился. К скрипачам Илье Козлову и Дмитрию Корявко присоединились лауреаты Международных конкурсов альтист Денис Гончар — ученик Владимира Стопичева и виолончелист Дмитрий Хрычёв. Впоследствии место виолончелиста квартета занял Дмитрий Ерёмин, широко известный публике как в России, так и за рубежом. Все нынешние участники квартета являются артистами Заслуженного коллектива России академического симфонического оркестра Санкт-Петербургской Филармонии.
2019 год стал в истории легендарного коллектива новой важной вехой. Квартет возобновил свою активную концертную деятельность в России и за её пределами.